# Clinodiplosis infirma
Clinodiplosis infirma är en tvåvingeart som först beskrevs av Ephraim Porter Felt 1908.  Clinodiplosis infirma ingår i släktet Clinodiplosis och familjen gallmyggor. Inga underarter finns listade i Catalogue of Life.